# Takahiro Wada
Takahiro Wada (jap. 和田貴広 Wada Takahiro; ur. 16 listopada 1971) – japoński zapaśnik w stylu wolnym. Dwukrotny olimpijczyk. Czwarty w Atlancie 1996 w kategorii 62 kg i dwunasty w Sydney 2000 w wadze 69 kg.
Pięciokrotny uczestnik mistrzostw świata, srebrny medal w 1995. Złoty medalista igrzysk azjatyckich w 1994. Zdobył cztery medale mistrzostw Azji, złoto w 1996. Czwarty w Pucharze Świata w 1993; piąty w 1994 i szósty w 1995 roku.